# Liste der Monuments historiques in Agonges
Die Liste der Monuments historiques in Agonges führt die Monuments historiques in der französischen Gemeinde Agonges auf.

## Liste der Bauwerke
| Bezeichnung                                         | Beschreibung                                               | Standort | Kennzeichnung | Schutzstatus | Datum | Bild           |
| --------------------------------------------------- | ---------------------------------------------------------- | -------- | ------------- | ------------ | ----- | -------------- |
| Château de l’Augère                                 | Schloss, erbaut im Mittelalter                             | (Lage)   | PA03000006    | Inscrit      | 2000  | weitere Bilder |
| Château de Beaumont (Fotos in der Base Mérimée)     | Schloss, erbaut Anfang des 20. Jahrhunderts                | (Lage)   | PA00092967    | Inscrit      | 1978  |                |
| Château des Échardons (Fotos in der Base Mérimée)   | Schloss, erbaut Anfang des 20. Jahrhunderts                | (Lage)   | PA00092968    | Inscrit      | 1977  |                |
| Château de l’Épine (Fotos in der Base Mérimée)      | Schloss, erbaut in der zweiten Hälfte des 15. Jahrhunderts | (Lage)   | PA00093417    | Inscrit      | 1992  | weitere Bilder |
| Château de La Pommeraye (Fotos in der Base Mérimée) | Schloss, erbaut Ende des 15. Jahrhunderts                  | (Lage)   | PA03000013    | Inscrit      | 2001  |                |
| Château des Sacrots                                 | Schloss, erbaut im 17. Jahrhundert                         | (Lage)   | PA03000014    | Inscrit      | 2001  | weitere Bilder |
| Kirche Notre-Dame                                   | Erbaut im 12. Jahrhundert                                  | (Lage)   | PA00092969    | Inscrit      | 1925  | weitere Bilder |

## Liste der Objekte
| Bezeichnung                    | Beschreibung          | Standort                        | Kennzeichnung | Schutzstatus | Datum | Bild |
| ------------------------------ | --------------------- | ------------------------------- | ------------- | ------------ | ----- | ---- |
| Skulptur Maria mit einem Vogel |                       | im Privatbesitz                 | PM03001852    | Inscrit      | 2018  |      |
| Glocke                         | Bronze, gegossen 1578 | in der Kirche Notre-Dame (Lage) | PM03000001    | Classé       | 1902  |      |